# Melochia speciosa
Melochia speciosa är en malvaväxtart som beskrevs av S. Wats. Melochia speciosa ingår i släktet Melochia och familjen malvaväxter. Inga underarter finns listade i Catalogue of Life.